# Bozkurt, Denizli
Bozkurt là một huyện thuộc tỉnh Denizli, Thổ Nhĩ Kỳ. Huyện có diện tích 359 km² và dân số thời điểm năm 2007 là 11834 người, mật độ 33 người/km².